# Ronde van Spanje 2021/Negende etappe
De negende etappe van de Ronde van Spanje 2021 wordt verreden op 22 augustus van Puerto Lumbreras naar Alto de Velefique. Het betrof een bergetappe over 188 kilometer.

## Uitslag
| Puerto Lumbreras – Alto de Velefique (188 km) |                    |                    |          |
| Plaats                                        | Naam               | Ploeg              | Tijd     |
| Winnaar                                       | Damiano Caruso     | Bahrain-Victorious | 5u03'14" |
| 2                                             | Primož Roglič      | Team Jumbo-Visma   | + 1'05"  |
| 3                                             | Enric Mas          | Movistar Team      | + 1'06"  |
| 4                                             | Jack Haig          | Bahrain-Victorious | + 1'44"  |
| 5                                             | Miguel Ángel López | Movistar Team      | z.t.     |
| 6                                             | Adam Yates         | INEOS Grenadiers   | z.t.     |
| 7                                             | Gino Mäder         | Bahrain-Victorious | + 2'07"  |
| 8                                             | Giulio Ciccone     | Trek-Segafredo     | + 2'10"  |
| 9                                             | Egan Bernal        | INEOS Grenadiers   | z.t.     |
| 10                                            | David De La Cruz   | UAE Team Emirates  | + 2'40"  |
|                                               |                    |                    |          |
| 12                                            | Steven Kruijswijk  | Team Jumbo-Visma   | + 2'43"  |
| 34                                            | Steff Cras         | Lotto Soudal       | + 11'07" |

| Algemeen klassement |                     |                    |           |
| Plaats              | Naam                | Ploeg              | Tijd      |
| Rode trui           | Primož Roglič       | Team Jumbo-Visma   | 34u18'53" |
| 2                   | Enric Mas           | Movistar Team      | + 28"     |
| 3                   | Miguel Ángel López  | Movistar Team      | + 1'21"   |
| 4                   | Jack Haig           | Bahrain-Victorious | + 1'42"   |
| 5                   | Egan Bernal         | INEOS Grenadiers   | + 1'52"   |
| 6                   | Adam Yates          | INEOS Grenadiers   | + 2'07"   |
| 7                   | Giulio Ciccone      | Trek-Segafredo     | + 2'39"   |
| 8                   | Sepp Kuss           | Team Jumbo-Visma   | + 2'40"   |
| 9                   | Felix Großschartner | BORA-hansgrohe     | + 3'25"   |
| 10                  | David De La Cruz    | UAE Team Emirates  | + 3'55"   |
|                     |                     |                    |           |
| 22                  | Steven Kruijswijk   | Team Jumbo-Visma   | + 11'24"  |
| 27                  | Steff Cras          | Lotto Soudal       | + 24'31"  |

## Nevenklassementen
| Puntenklassement |                  |                       |        |
| Plaats           | Naam             | Ploeg                 | Punten |
| Groene trui      | Fabio Jakobsen   | Deceuninck–Quick-Step | 180    |
| 2                | Jasper Philipsen | Alpecin-Fenix         | 164    |
| 3                | Arnaud Démare    | Groupama-FDJ          | 74     |
| 4                | Alberto Dainese  | Team DSM              | 73     |
| 5                | Primož Roglič    | Team Jumbo-Visma      | 71     |

| Bergklassement        |                |                        |        |
| Plaats                | Naam           | Ploeg                  | Punten |
| Bolletjestrui (blauw) | Damiano Caruso | Bahrain-Victorious     | 28     |
| 2                     | Romain Bardet  | Team DSM               | 22     |
| 3                     | Pavel Sivakov  | INEOS Grenadiers       | 16     |
| 4                     | Jack Haig      | Bahrain-Victorious     | 15     |
| 5                     | Michael Storer | Team DSM               | 12     |
|                       |                |                        |        |
| 14                    | Wout Poels     | Bahrain-Victorious     | 5      |
| 24                    | Sep Vanmarcke  | Israel Start-Up Nation | 2      |

| Jongerenklassement |                  |                     |            |
| Plaats             | Naam             | Ploeg               | Punten     |
| Witte trui         | Egan Bernal      | INEOS Grenadiers    | 34u20'45"  |
| 2                  | Aleksandr Vlasov | Astana-Premier Tech | + 2'03"    |
| 3                  | Gino Mäder       | Bahrain-Victorious  | + 2'08"    |
| 4                  | Juan Pedro López | Trek-Segafredo      | + 4'00"    |
| 5                  | Rémy Rochas      | Cofidis             | + 16'17"   |
|                    |                  |                     |            |
| 6                  | Steff Cras       | Lotto Soudal        | + 22'39"   |
| 42                 | Thymen Arensman  | Team DSM            | + 1u21'50" |

| Ploegenklassement |                    |            |
| Plaats            | Ploeg              | Tijd       |
|                   | Movistar Team      | 102u58'47" |
| 2                 | Bahrain-Victorious | + 1'32"    |
| 3                 | Team Jumbo-Visma   | + 7'31"    |
| 4                 | INEOS Grenadiers   | + 8'34"    |
| 5                 | UAE Team Emirates  | + 16'30"   |

## Opgaves
- Jacopo Guarnieri (Groupama-FDJ): Opgave tijdens de etappe
- Johan Jacobs (Movistar Team): Opgave tijdens de etappe vanwege een valpartij
- Sebastián Molano (UAE Team Emirates): Opgave tijdens de etappe
- Sergio Roman Martín (Caja Rural-Seguros RGA): Opgave tijdens de etappe

1e etappe ·
2e etappe ·
3e etappe ·
4e etappe ·
5e etappe ·
6e etappe ·
7e etappe ·
8e etappe ·
9e etappe ·
10e etappe ·
11e etappe ·
12e etappe ·
13e etappe ·
14e etappe ·
15e etappe ·
16e etappe ·
17e etappe ·
18e etappe ·
19e etappe ·
20e etappe ·
21e etappe
Startlijst · Eindstanden · Afbeeldingen